# Samochód pancerny wz. 28
Samochód pancerny wz. 28 – półgąsienicowy samochód pancerny konstrukcji polskiej z okresu międzywojennego.

## Historia
W połowie lat 20. XX wieku Wojsko Polskie uzbrojone było w dalszym ciągu w przestarzałe już samochody pancerne pochodzące z czasów I wojny światowej. Dysponowano tylko 43 egzemplarzami, różnych marek i typów. Częściowo stanowiły one zdobycz wojenną (m.in.: Austin i Garford). Część została opancerzona w kraju (Ford FT-B). Niewielką liczbę samochodów pancernych Peugeot zakupiono we Francji.
W tej sytuacji, na wiadomość o rewelacyjnych francuskich samochodach półgąsienicowych, powołano komisję techniczną, która w 1924 roku zakupiła we Francji ponad 135 podwozi samochodów Citroën-Kegresse B2 10CV. Postanowiono, że część z nich otrzyma nadwozia ciężarowe, zaś 90 sztuk zostanie przebudowane na samochody pancerne własnej konstrukcji. Zaproponowane komisji samochody francuskie, budziły zbyt wiele zastrzeżeń.
Pancerne nadwozie dla nich zostało opracowane w Polsce. Jego kształt był podobny do ówczesnych francuskich projektów półgąsienicowych samochodów pancernych, budowanych w małej serii. Projekt opancerzenia opracowali: inż. R. Gabaud z Biura Konstrukcyjnego Wojskowego Biura Badań Inżynierii i inż. J. Chaciński z Centralnych Warsztatów Samochodowych w Warszawie.
Samochody montowane były w Centralnych Warsztatach Samochodowych (CWS) w Warszawie. Komplet blach pancernych wykonywała huta „Baildon” w Katowicach. Dwa pierwsze prototypy zostały zbudowane w 1925 roku. Pierwsza seria samochodów została oddana wojsku już w 1927. Nowe pojazdy zostały przyjęte do uzbrojenia Wojska Polskiego w 1928 roku, pod oznaczeniem: samochód pancerny wzór 28 (wz. 28). Do 1930 roku zbudowano wszystkie zamówione pojazdy.
Poszczególne serie wozów różniły się między sobą szczegółami budowy, przede wszystkim miały dwa warianty pancernego nadwozia, wcześniejszy i późniejszy. Miały one również jeden z dwóch wariantów uzbrojenia. Około jedna trzecia samochodów była uzbrojona w krótkolufowe działko kaliber 37 mm Puteaux wz.18, a reszta uzbrojona była w jeden 7,92 mm karabin maszynowy Hotchkiss wz.25.

## Służba

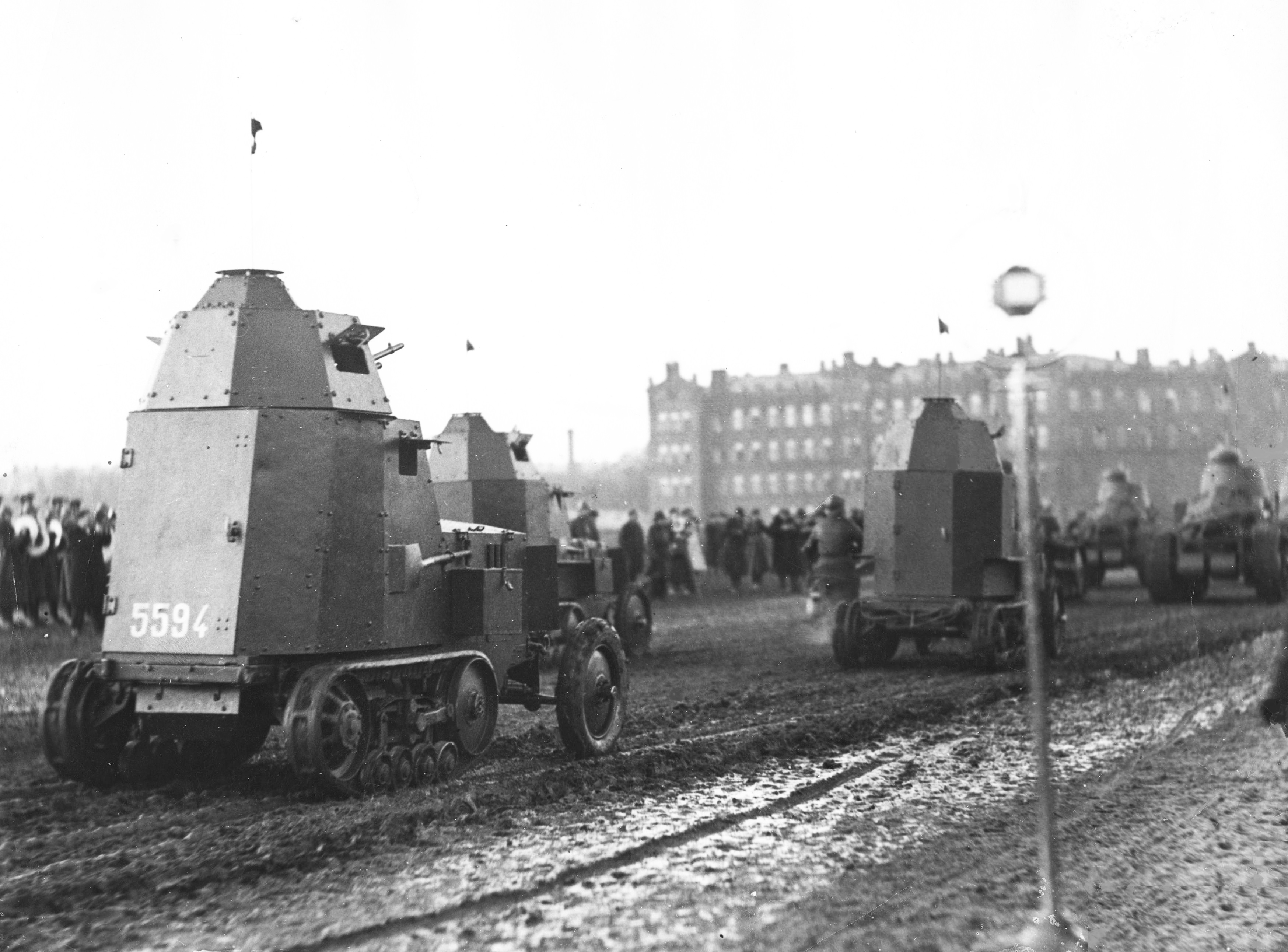
Samochody pancerne wz. 28 na uroczystości Święta Niepodległości w 1930

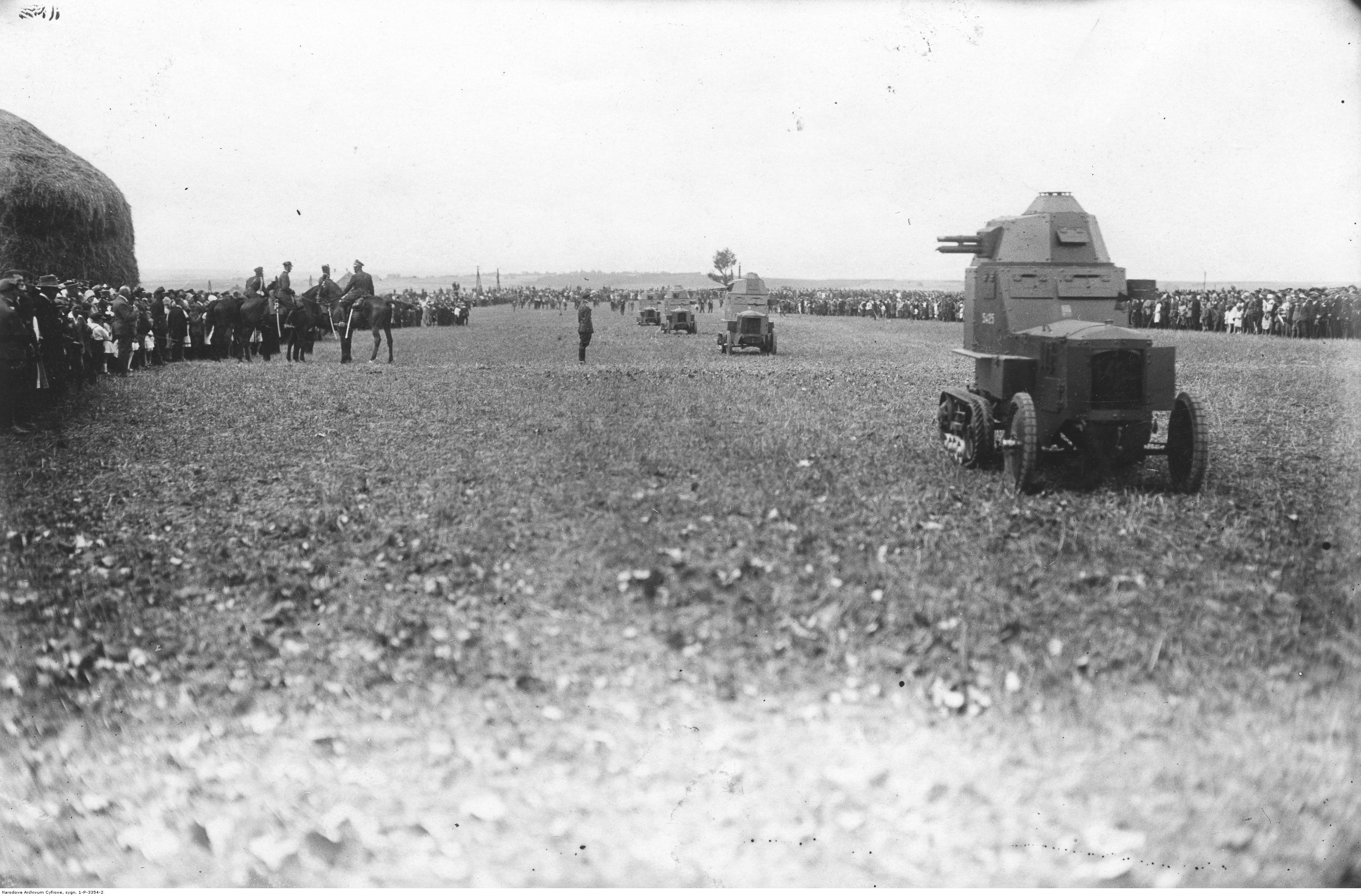
Samochody pancerne wz. 28 na uroczystości Święta Żołnierza w Miechowie z okazji rocznicy Bitwy Warszawskiej, 15 sierpnia 1927

Od razu nowe samochody pancerne zaczęły wchodzić na uzbrojenie samodzielnych szwadronów samochodów pancernych istniejących przy poszczególnych dywizjach kawalerii. Początkowo zostały przyjęte z uznaniem. Potem zaczęły wychodzić na jaw niedostatki konstrukcji. Okazało się, że podwozie półgąsienicowe nie spełniało wszystkich oczekiwań: prędkość maksymalna była niska, mechanizm gąsienicowy wymagał bardziej skomplikowanej obsługi, a własności w jeździe terenowej były tylko nieznacznie lepsze od pojazdów kołowych. Również szybko zużywały się gumowe gąsienice.
Z tych powodów w 1933 roku podjęto decyzję o przebudowie posiadanych samochodów pancernych wz. 28 na pojazdy całkowicie kołowe, w drodze zamiany mechanizmu gąsienicowego na most napędowy z kołami bliźniaczymi. W wyniku tej przebudowy powstał samochód pancerny wz. 34, będący podstawowym samochodem pancernym Wojska Polskiego w kampanii wrześniowej 1939.
Na samochody pancerne wz. 34 przebudowano najprawdopodobniej 87 samochodów wz. 28, a pozostałe kilka sztuk używane były w dalszym ciągu do szkolenia. W kampanii wrześniowej 1939 utworzono z nich improwizowany pluton pod dowództwem por. Feliksa Uścińskiego.